# Rambynas

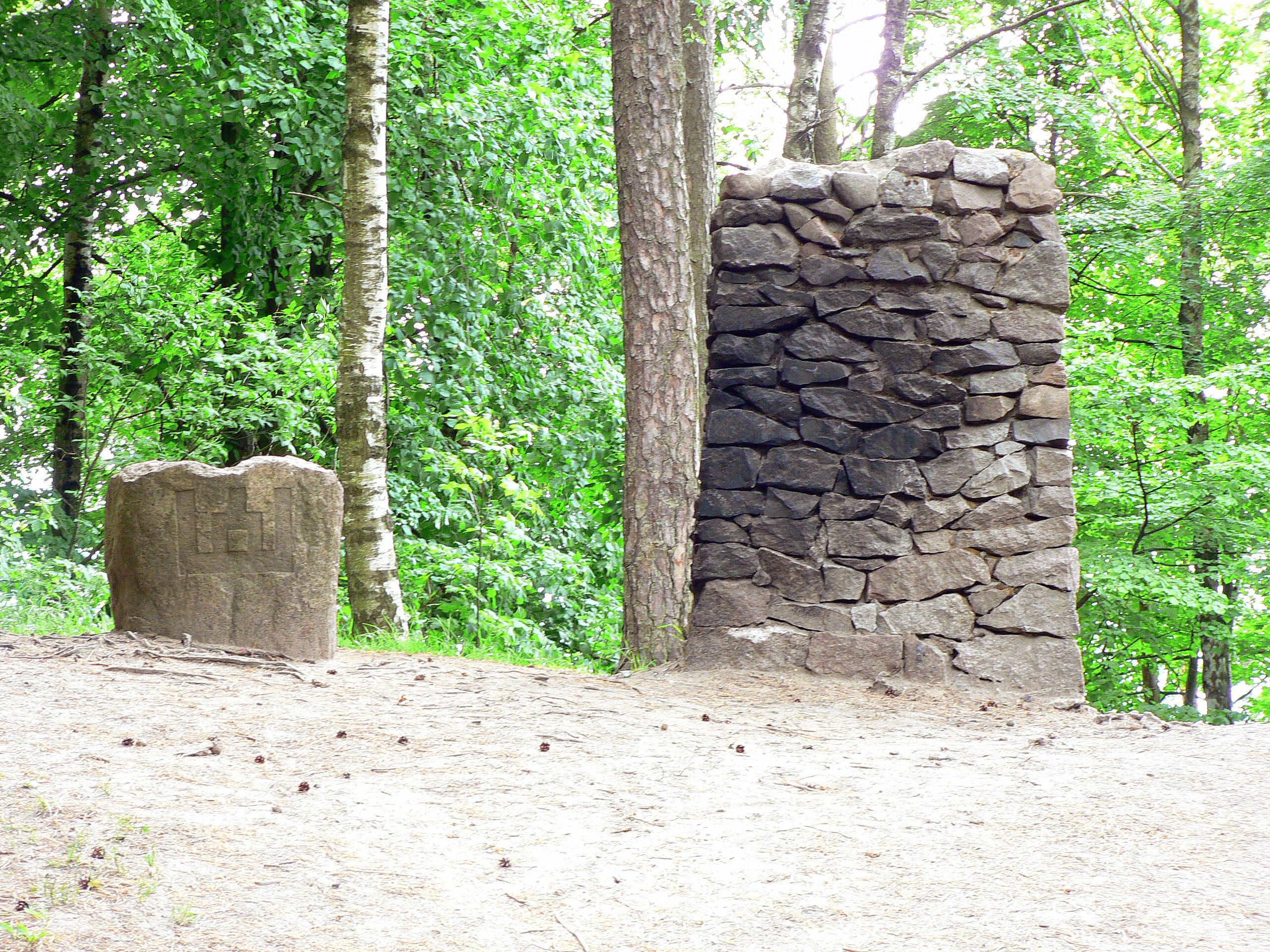
Une pierre et un autel néo-païen sur la colline de Rambynas

Rambynas est une colline d'environ 46 mètres d'altitude située à l'ouest de la Lituanie, sur la rive du fleuve Niémen. L'autre côté du fleuve est une exclave russe appelée Oblast de Kaliningrad. La colline fait partie du Parc Régional Rambynas. Les plus grandes villes à proximité sont Tauragė et Pagėgiai en Lituanie, et Neman ainsi que Sovetsk dans l'oblast de Kaliningrad.
La colline est réputée avoir été le territoire des Skalvians, détruit par l'Ordre Teutonique en 1276. Plus tard, elle sera utilisée pour les cérémonies religieuses des païens Lituaniens. Un ancien autel païen était au sommet de la colline jusqu'au début du XIXe siècle mais une crue du Niémen le fit disparaitre.
Au XXe siècle, le lieu a été popularisé par Vydūnas (écrivain et philosophe Lituanien), qui y organisa des chœurs lituaniens. Un certain nombre de légendes subsistent concernant cette colline. Et ce lieu demeure populaire pour l'organisation de festivals: chaque année le festival de St Jonas y est célébré.
Malheureusement une grande partie de la colline a déjà été noyée par le fleuve Niémen. Pour lutter contre le risque d'érosion des travaux ont été réalisés et achevés en 2003.